# Ближнеосиновский
Ближнеосиновский — хутор в Суровикинском районе Волгоградской области России. Административный центр Ближнеосиновского сельского поселения.

## История
В «Списке населённых мест Земли Войска Донского», изданном в 1864 году, населённый пункт упомянут как хутор Ближне-Осиновский в составе юрта станицы Верхне-Чирской Второго Донского округа, при речке Осиновке, расположенный в 14 верстах от окружной станицы Нижне-Чирской. В Ближне-Осиновском имелось 80 дворов и проживало 667 жителей (342 мужчины и 325 женщин).

Согласно Списку населённых мест Области Войска Донского по переписи 1873 года в населённом пункте насчитывалось 110 дворов и проживало 226 душ мужского и 296 женского пола.

В 1921 году в составе Второго Донского округа включен в состав Царицынской губернии. В период с 1928 по 1935 годы хутор входил в состав Нижне-Чирского района. В 1935 году перешёл в подчинение новообразованного Кагановичского района (в 1957 году переименован в Суровикинский).
По состоянию на 1936 год Ближнеосиновский являлся центром сельсовета.

## География
Хутор находится в юго-западной части Волгоградской области, на левом берегу реки Чир, на расстоянии примерно 10 километров (по прямой) к юго-востоку от города Суровикино, административного центра района. Абсолютная высота — 38 метров над уровнем моря.

Климат классифицируется как влажный континентальный с тёплым летом (согласно классификации климатов Кёппена — Dfa). Среднегодовая температура воздуха положительная и составляет + 8,6 °C. Средняя температура самого холодного января −6,8 °С, самого жаркого месяца июля +23,7 °С. Расчётная многолетняя норма осадков — 386 мм. В течение года количество осадков распределено относительно равномерно: наименьшее количество осадков выпадает в феврале (24 мм), наибольшее количество — в июне (41 мм) и декабре (40 мм). 
Часовой пояс
Хутор Ближнеосиновский, как и вся Волгоградская область, находится в часовой зоне МСК (московское время). Смещение применяемого времени относительно UTC составляет +3:00.

## Население
| 2010 |
| ---- |
| 639  |

Гендерный состав
По данным Всероссийской переписи населения 2010 года в гендерной структуре населения мужчины составляли 49,1 %, женщины — соответственно 50,9 %.
Национальный состав
Согласно результатам переписи 2002 года, в национальной структуре населения русские составляли 70 %.

## Инфраструктура
В Ближнеосиновском функционируют средняя школа, фельдшерско-акушерский пункт, сельский клуб, библиотека, 4 магазина и отделение Почты России.